# Supernova (film 2020)
Supernova è un film drammatico inglese del 2020 scritto e diretto da Harry Macqueen e con protagonisti Colin Firth e Stanley Tucci.
Nel 2022 Supernova è stato votato dalla critica come uno dei "Migliori film britannici del 21º secolo" in un sondaggio.

## Trama
Sam e Tusker stanno insieme da più di 20 anni, e stanno attraversando tutta l'Inghilterra per giungere al Lake District, con il loro camper, alla riscoperta di luoghi che hanno segnato il loro amore e far visita ad amici e parenti di Sam, per arrivare alla fine al teatro dove Sam, pianista, si deve esibire. In più hanno l'abitudine di registrare ogni tappa con un registratore audio e, la sera, di guardare le stelle, avendo Tusker la passione per l'astronomia. Ma da quando a Tusker è stata diagnosticata una forma precoce di demenza, le loro vite sono profondamente cambiate; la malattia e le incertezze sul futuro di entrambi mettono a dura prova il loro longevo amore.
Quando i due arrivano a casa della sorella di Sam, Lilly, la donna, conoscendo lo stato di salute di Tusker, si dimostra più degli altri un enorme sostegno per il cognato, ma soprattutto per Sam, che, da quando ha scoperto assieme a Tusker di codesta malattia, ha sempre più paura del futuro, quando l'uomo perderà completamente la memoria e non si ricorderà più né di Sam né di sé stesso.
Quella stessa sera, dopo essere tornati da una passeggiata nel bosco assieme alla loro cagnolina Ruby, Sam scopre con piacere che Tusker ha organizzato una festa a sorpresa per lui, a cui ha invitato anche i loro più cari amici: alla festa segue una cena, durante la quale Tusker prova a leggere un discorso da lui scritto, ma alla fine sceglie di farlo pronunciare a Sam. Sam, leggendo le commoventi parole di Tusker, ringrazia tutti per essere lì tutti insieme, ma soprattutto arriva a leggere la parte in cui Tusker ringrazia lo stesso Sam per essere sempre al suo fianco e dice di amarlo con tutto il cuore, cosa che fa commuovere tutti, tra cui Sam appunto.
Però, alla fine della cena, quando sale un attimo sul camper, Sam trova senza volere il quaderno su cui Tusker, uno scrittore, scrive le bozze del suo nuovo libro, e nota come ultimamente riempia le pagine soltanto di scarabocchi, e si spaventa pensando che l'uomo si stia dimenticando come si scrive; ma ciò che lo fa ancora più allarmare è lo scoprire che Tusker ha deciso di suicidarsi la sera del suo concerto assumendo una quantità spropositata di pillole. Il giorno seguente i due ripartono, ma senza che Sam dica a Tusker ciò che ha scoperto.
Tuttavia, appena giungono alla penultima tappa del viaggio, un alloggio da affittare in mezzo alla campagna inglese, Sam esorta Tusker a scrivere ma, vedendo come questi oppone resistenza, prende il loro registratore e, dopo una colluttazione con Tusker, che cerca di fermarla, ascoltano insieme la registrazione dell'uomo, che dice di essere in procinto di togliersi la vita per non essere un peso per Sam.
Dopo aver ascoltato la voce sconcertato, Sam cerca di far finta che non sia successo niente anche a cena, ma quando Tusker gli dice di non voler vivere senza poterlo riconoscere, di non voler essere solo un essere vivo a metà, di non voler diventare un passeggero della vita, l'uomo si arrabbia ed esce infuriato fuori, per poi sdraiarsi sull'erba a guardare le stelle, come ha sempre fatto con Tusker. Quando rientra, sentendo Ruby abbaiare, vede che Tusker intanto, cercando di sollevarlo, ha rotto un piatto, e si siede davanti al camino pregando Tusker di "non farlo". Alla fine si siedono uno accanto all'altro a guardare il camino e si abbracciano teneramente: quella notte, a letto, Sam si sfoga sulla spalla di Tusker, finché entrambi non si addormentano.
La mattina seguente Tusker si sveglia e, non trovando Sam accanto a lui, si alza e scopre che Sam sta suonando al pianoforte la sua canzone preferita, Salut d'Amour di Edward Elgar; lo abbraccia e Sam, piangendo, lascia libero il compagno di procedere con la sua decisione  "Fammi restare", intendendo che vuol essere con lui nel momento del suo suicidio.
La scena si chiude con Sam, al suo concerto, che suona nuovamente al piano Salut d'Amour, simbolo del loro amore, con un'espressione di infinita tristezza sul volto.

## Produzione

### Sviluppo
Nell'ottobre del 2019, la BBC Films ha annunciato che Colin Firth e Stanley Tucci, fin da subito pensati per i ruoli principali, erano in trattative per il nuovo film in produzione, intitolato Supernova, con Harry Macqueen come regista e sceneggiatore. Questo film rappresenta già la terza volta che Colin Firth e Stanley Tucci lavorano insieme come coppia, dopo Conspiracy - Soluzione finale (2001) e Gambit (2012).
Inizialmente, però, come dichiarato durante un'intervista per il Los Angeles Times nel gennaio 2021, Tucci ha detto di essere stato originariamente scelto per il ruolo di Sam, mentre Firth per il ruolo di Tusker, ma che, poco prima di iniziare le riprese, i due si sono accordati sul fatto che si sarebbero invertiti i ruoli: "'Ci siamo seduti e Harry [Macqueen] ha iniziato a parlare della sceneggiatura e di dove ci saremmo spostati per girare, quando Colin di punto in bianco ha detto: 'Stanley, penso che forse dovremmo cambiare ruolo'... E non so perché, ma di getto gli ho risposto: 'Stavo pensando la stessa cosa!', e l'abbiamo fatto".
In più, per avere una visione migliore della malattia della demenza (di cui è affetto Stanley Tucci nel film), il regista Harry Macqueen si è offerto davvero volontario per molti enti di beneficenza per la ricerca sulla demenza, e ha lavorato brevemente in un ospedale di Londra specializzato in codesto disturbo.

### Riprese
Le riprese del film Supernova, durate circa 6 settimane, si sono svolte principalmente nelle zone del Crummock Water e a Keswick, nonché nelle campagne di Sedbergh.

## Colonna sonora
La colonna sonora del film è stata scritta e registrata dal musicista Keaton Henson.

## Distribuzione
Il film è stato presentato in anteprima mondiale il 22 settembre 2020 al Festival internazionale del cinema di San Sebastián. È stato distribuito nelle sale cinematografiche britanniche il 27 novembre 2020, mentre in Italia dal 16 settembre 2021.

## Accoglienza

### Critica
Il sito web Rotten Tomatoes, il film riceve l'89% delle recensioni critiche positive, con un voto medio di 8.9 su 10, basate su 194 recensioni. Il consenso della critica sul sito web recita: "Guidati dalle commoventi esibizioni di Colin Firth e Stanley Tucci, Supernova è uno straziante sguardo al bilancio emotivo che deriva dall'accettazione della mortalità".
Metacritic ha calcolato un punteggio medio ponderato di 73 su 100, sulla base di 31 recensioni, citando "recensioni generalmente favorevoli".
Era "La scelta della critica" sul New York Times per Glenn Kenny, che ha definito il film "spettacolare e commovente"; il Washington Post gli ha assegnato 4 stelle su 4, così come Justin Chang, del Los Angeles Times, ha detto che il film "non dovrebbe mai mancare".
Il film è stato selezionato per due premi BAFTA nel Regno Unito nel 2021, incluso il miglior film, ed ha gareggiato per la categoria 'miglior lungometraggio' agli European Film Awards dello stesso anno, rimanendo però escluso dalla cinquina finale. In più è stato candidato in concorso al London Film Festival, al Festival di San Sebastián e al Festival di Roma nel 2020.